# 向汝礪
向汝礪（1797年4月24日—？），和名譜久山親方朝典，琉球國第二尚氏王朝政治家、三司官。
向汝礪於嘉慶二年三月廿八日（1797年4月24日）出生在向氏譜久山殿內家族中。他最初稱翁長親方朝典，後改譜久山親方朝典。道光二十八年（1848年），以年頭使的身份前往薩摩藩慶祝新年，翌年回國。
咸豐六年（1856年），由於宮古、八重山兩島百姓困疲且風俗頹靡，尚泰王派向汝礪充任檢使，前往宮古、八重山兩島改變風俗。翌年回到首里。咸豐八年戊午三月十九日（1858年5月2日），他被任命為三司官。同年十月二十九日（12月4日），尚泰王賜給他紫地浮織冠。同治十年（1871年）致仕，由向麟趾（川平親方朝範）繼任三司官之職。